# Joey Jordison
Joey Jordison, właśc. Nathan Jonas Jordison, ps. Superball (ur. 26 kwietnia 1975 w Des Moines, zm. 26 lipca 2021) – amerykański muzyk, kompozytor i multiinstrumentalista. Był liderem i gitarzystą grupy muzycznej Murderdolls, perkusistą grupy Slipknot, występował ponadto z takimi grupami jak Korn, Metallica, Avanga, Ministry, Modifidious czy Anal Blast. W latach 2010–2011 występował w zespole Roba Zombie.
Podczas koncertów z grupą Slipknot występował w charakterystycznej masce kabuki, wywodzącej się z tradycyjnej japońskiej formy teatralnej. Był autorem logo Slipknot i Murderdolls.
W grudniu 2013 grupa Slipknot poinformowała, że Joey Jordison opuścił jej skład, po czym na początku stycznia 2014 sam zainteresowany oświadczył, że nie odszedł z zespołu.
W latach 2013–2016 występował w zespole Scar the Martyr, którego był założycielem.

## Instrumentarium
| Pearl Reference Piano Black - 8×7 tom - 10×8 tom - 12×9 tom - 14x×10 tom - 16×16 floor tom - 18×16 floor tom - 22×18 bass drum × 2 - 20×14 gong drum - 13×6.5 snare drum - 6×12 quarter tom - 6×15 quarter tom - 6×18 quarter tom - 6×21 quarter tom Pałki perkusyjne - AHEAD Joey Jordison Signature - ProMark Joey Jordison Signature |  | Hardware (osprzęt) - DR501C ICON front rack × 4 - DR501CE rack extension × 6 - RJ50 mini rack joints - PCX100 clamps - CH1000 cymbal holders - H2000 hi-hat stand - S2000 snare stand - P1000 pedal × 2 - D2000BR throne w/ backrest - CLH1000 closed hi-hat - TH2000 tom arms - AX28 adapters |  | Talerze perkusyjne Paiste - 14" 2002 Wild Hats - 19" 2002 Wild China - 17" RUDE Crash/Ride - 8" Signature Splash - 6" Signature Splash - 10" Signature Splash - 18" RUDE Crash/Ride - 19" RUDE Crash/Ride - 13" Signature Heavy Hi-Hat - 20" 2002 Power Ride - 21" 2002 Wild China - 15" 2002 Wild China - 18" RUDE China - 13" Signature Mega Cup Chime |

## Filmografia
| Tytuł                              | Rok  | Rola        | Uwagi                                                 | Źródło |
| ---------------------------------- | ---- | ----------- | ----------------------------------------------------- | ------ |
| We Sold Our Souls for Rock 'n Roll | 2001 | jako on sam | film dokumentalny, reżyseria: Penelope Spheeris       | [ 6 ]  |
| Metal: A Headbanger’s Journey      | 2005 | jako on sam | film dokumentalny, reżyseria: Sam Dunn, Scot McFayden | [ 7 ]  |

## Nagrody i wyróżnienia
| Rok  | Kategoria                  | Tytułem       | Nagroda                         | Nota      | Źródło |
| ---- | -------------------------- | ------------- | ------------------------------- | --------- | ------ |
| 2011 | Drum Workshop Best Drummer | Joey Jordison | Revolver Golden Gods Awards     | Nominacja | [ 8 ]  |
| 2016 | The Golden God             | Joey Jordison | Metal Hammer Golden Gods Awards | Laur      | [ 9 ]  |